# Бекельбергштадіон
«Бекельбергштадіон» (нім. Bökelbergstadion) — колишній футбольний стадіон у німецькому місті Менхенгладбах. До 2004 року був домашньою ареною місцевої «Боруссії».

## Історія

### Перші роки

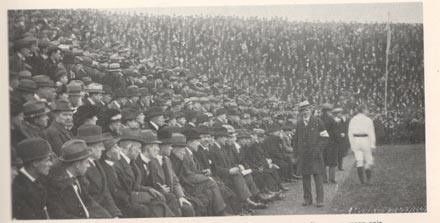
Західнонімецький стадіон (1921)

У 1914 році «Боруссія» придбала ділянку землі на вулиці Бекельштрассе. Але будівництво стадіону було відкладено на кілька років у зв'язку з початком Першої світової війни. Роботи були відновлені в 1919 році. В той час це місце мало назву «де Кулль» через те, що тут раніше розташовувався гравійний кар'єр.
20 вересня 1919 року був відкритий «Західнонімецький стадіон» (нім. Westdeutsches Stadion). Під час Другої світової війни стадіон був майже повністю зруйнований. В 1952 році була зроблена спроба реконструкції та розширення об'єкта. Однак у «Боруссії» скупчилися настільки величезні борги, що клуб був змушений передати керівництво стадіоном у руки міської влади і роботи були відкладені.
Тільки в 1960 році ситуація змінилася. «Борусія» виграла Кубок ФРН і місто вирішило вкласти кошти у розбудову стадіону. Оновлена споруда отримала 32 000 місць, більшість з яких були стоячими. Також стадіон отримав назву «Бекельбергштадіон».

### Перебудова

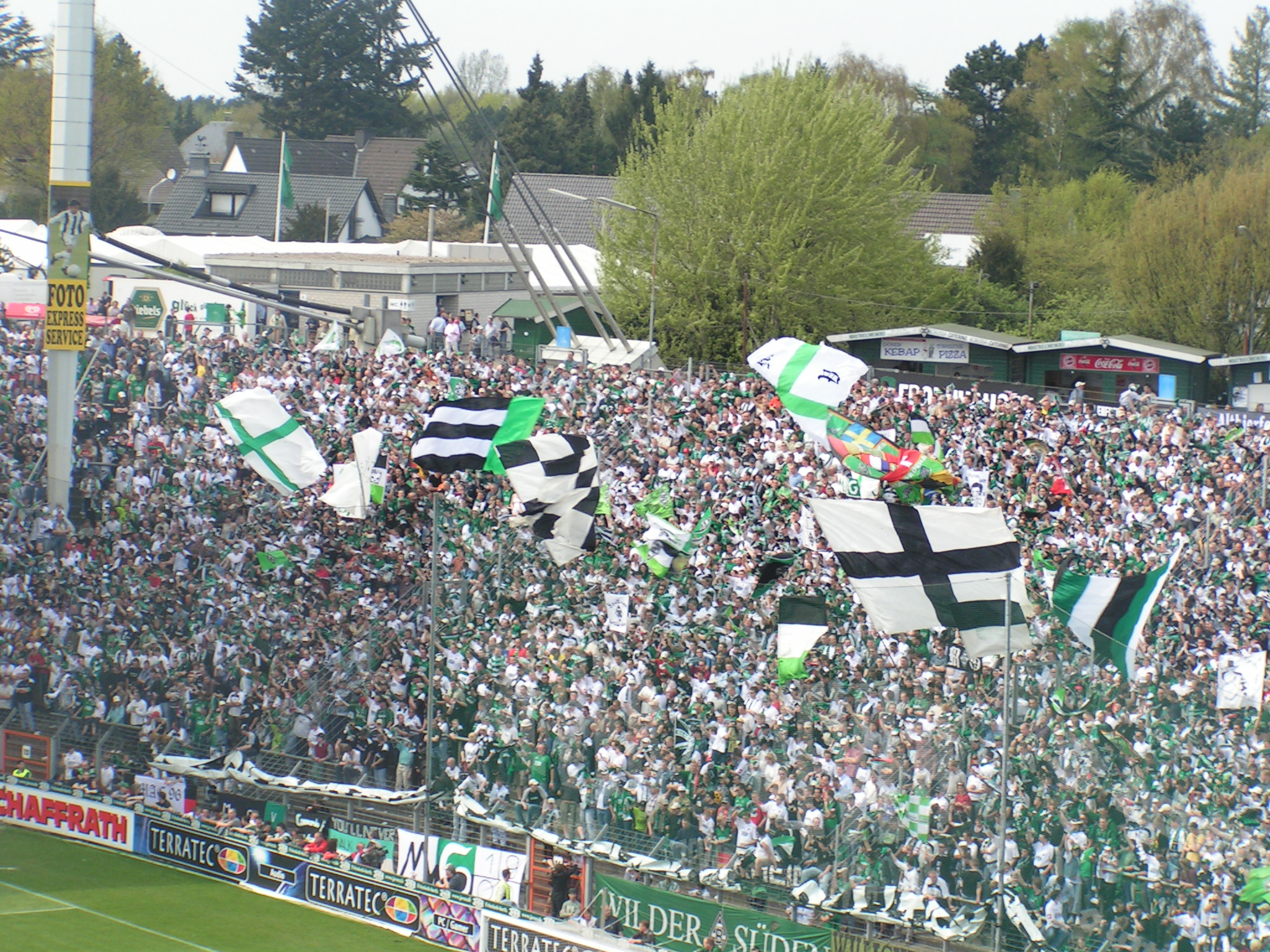
Північна трибуна

У 1962 році відбулася перша перебудова стадіону. Три сторони були побудовані з фіксованими рядами, а східна отримала трубчасту сталеву трибуну. Навесні 1966 року колишня західна трибуна отримала дах, а влітку була встановлена система прожекторів.
Восени 1969 року почалося розширення східної трибуни, яка була відкрита в лютому 1972 року. У 1978 році трибуна була повністю перебудована. Нова трибуна була двоповерховою і була прикріплена до двох нових восьмикутних сталевих щогл. Старий дах стадіону увійшов у Книгу рекордів Гіннесса 1982 року як єдиний комерційно доступний дах стадіону.
У жовтні 1978 року роботи були завершені згідно з графіком, і трибуна була відкрита з місткістю на 8722 місця. На початок 90-х була запланована повна реконструкція стадіону, проте вона була скасована через протести місцевих жителів.

### Останні роки

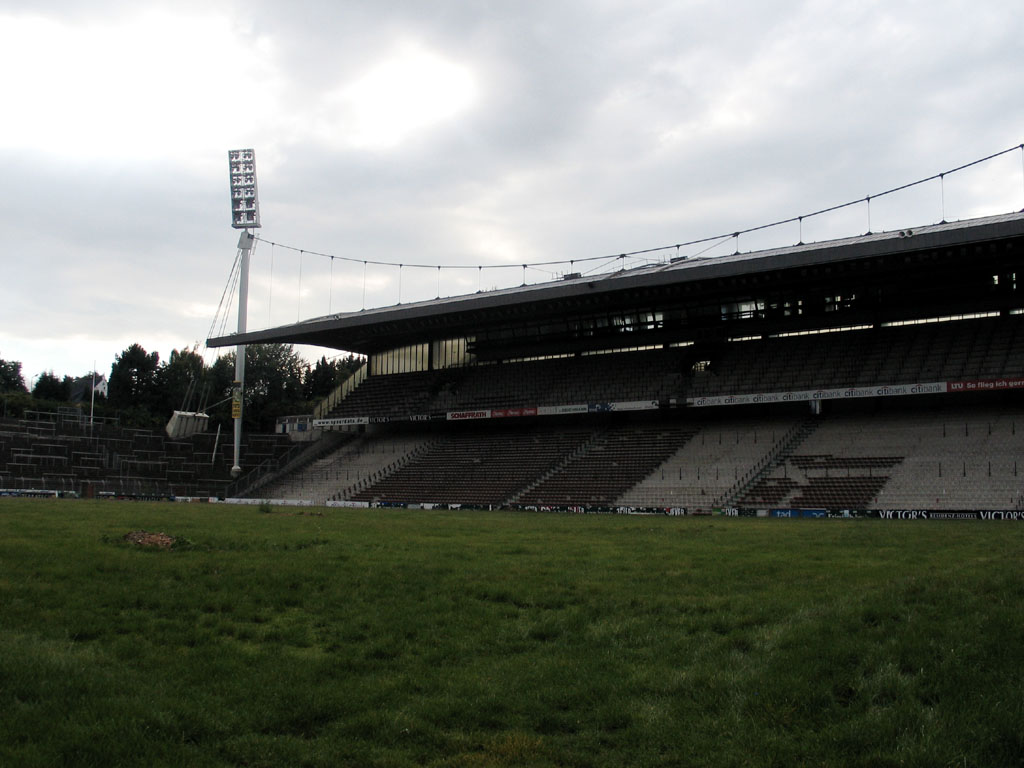
Західна трибуна (жовтень 2005)

Клуб був змушений шукати нове місце для свого стадіону. В результаті у період з 2002 по 2004 рік в Північному парку міста був побудований новий стадіон «Боруссія Парк». Останній матч Бундесліги на «Бекельбергштадіоні» відбувся 22 травня 2004 року, коли «Боруссія» здобула гору над «Мюнхеном 1860» з рахунком 3:1. Рівно через рік тут був зіграний останній футбольний матч, в якому молодіжна команда «Боруссії» розгромила «Бонн» з рахунком 5:0 в рамках Оберліги Північний Рейн.

### Знесення і поточний стан території
У грудні 2005 року почалось знесення застарілого стадіону. Спочатку були прибрані хвилерізи, кіоски та рекламні щити. Знесення трибуни 7 березня 2006 року спочатку не вдалося. Намагалися підірвати прожектори, щоб вони провалилися на 6 метрів і потягнули за собою дах. Але мотузки довелося розривати вручну і трибуни із запізненням, але були знесені. Останній стовп прожектора впав у середині стадіону 2 серпня 2006 року.
На місці стадіону були побудовані житлові квартали. Частину трибун інтегрували в ландшафт як зелений коридор. Також на місці арени у 2019 році був відкрий меморіал, який нагадує про старий стадіон, що існував на цьому місці.